# Crêtes du Cap corse, vallon de Sisco
Crêtes du Cap corse, vallon de Sisco este o arie protejată (sit de importanță comunitară — SCI) din Franța întinsă pe o suprafață de 9,2 ha, integral pe uscat.

## Localizare
Centrul sitului Crêtes du Cap corse, vallon de Sisco este situat la coordonatele 42°48′48″N 9°26′26″E / 42.81333°N 9.44056°E.

## Înființare
Situl Crêtes du Cap corse, vallon de Sisco a fost declarat arie specială de conservare în baza directivei 92/43 din 1992 referitoare la conservarea habitatelor naturale și a faunei și florei sălbatice pentru a proteja 1 specie de plante și 3 specii de animale.

## Biodiversitate
Situată în ecoregiunea mediteraneană, aria protejată conține 2 habitate naturale: Păduri de Quercus ilex și Quercus rotundifolia, Galerii de Salix alba și de Populus alba.
La baza desemnării sitului se află mai multe specii protejate:
- plante (1): Woodwardia radicans
- amfibieni (1): Discoglossus sardus
- mamifere (2): liliac cârn (Barbastella barbastellus), liliacul mic cu potcoavă (Rhinolophus hipposideros)

Pe lângă speciile protejate, pe teritoriul sitului au mai fost identificate 5 specii de plante.